# Enneacanthus
Enneacanthus (Gill, 1864) è un genere di pesci ossei d'acqua dolce appartenente alla famiglia Centrarchidae diffuso in Nordamerica.

## Distribuzione e habitat
Il genere è endemico della parte orientale dell'America settentrionale, più precisamente delle regioni costiere dell'Oceano Atlantico e della parte occidentale del golfo del Messico.

## Descrizione
Sono pesci di piccola taglia, inferiore a 10 cm.

## Tassonomia
Al genere appartengono 3 specie:
- Enneacanthus chaetodon
- Enneacanthus gloriosus
- Enneacanthus obesus